# Esențialism
Esențialismul este concepția că fiecare entitate deține un set de atribute necesare identității și funcției sale.  În concepția occidentală timpurie, idealismul lui Platon susține faptul că toate lucrurile au o „esență” de acest fel, și anume o „idee” sau „formă” . În <i id="mwEg">Categorii</i>, Aristotel sugerează în manieră asemănătoare faptul că toate obiectele au o substanță care, după spusele lui George Lakofff, „ face ca lucrul să fie ceea ce este, și fără de care nu ar fi la fel“.  Concepția opusă, non-esențialismul, neagă nevoia de a dispune de o astfel de „esență”. 
Încă de la origini, esențialismul a reprezentat controverse. În dialogul său Parmenide, Platon îl descrie pe Socrate ca punând sub semnul întrebării această noțiune și sugeră faptul că, dacă acceptăm ideea că fiecare lucru sau acțiune, pur și simplu, face parte din esență ca să fie frumos sau că trebuie doar să acceptăm și „existența esențelor separate în cazul părului, noroiului și al mizeriei ".  În domeniul biologiei și al altor științe naturale, acesta oferi logica taxonomiei cel puțin până în vremea lui Charles Darwin ; , în cazul biologiei, rolul și importanța esențialismului încă sunt discutabile. 

## Esențialismul și filozofia
Esența este caracteristică substanței sau formei, din punct de vedere al formelor și ideilor ce se regăsesc în idealismul platonician . Aceasta este permanentă, inalterabilă și eternă și se găsește în fiecare lume posibilă. Umanismul clasic concepe omul în manieră esențialistă, prin susținerea noțiunii de natură umană eternă și neschimbătoare; fapt criticat de Kierkegaard, Marx, Heidegger, Sartre și de mulți alți gânditori existențiali și materialiști . 
În filosofia lui Platon (în special în dialogurile Timaios și Philebos ), se spunea că lucrurile iau naștere din acțiunea demiurgului ce lucrează pentru a crea haos în entitățile ordonate. Multe definiții ale esenței se trag din străvechea înțelegere hilemorfică greacă a formării lucrurilor. Conform acesteia, structura și existența reală a oricărui lucru pot fi înțelese în analogie cu artefactul produs de meșter. Acesta are nevoie de hyle (cherestea sau lemn) și de un model, plan sau de o idee pe care la are în minte și conform cărora se prelucrează lemnul astfel încât să-i confere conturul sau forma indicată ( morphe ). Aristotel a fost primul care a folosit termenii de hyle și morphe. Conform explicației sale, toate entitățile se constituie din două aspecte: „materia” și „forma”. Forma specifică impusă este cea care îi conferă materiei identitatea, esența sau „firea” acesteia, altfel spus „ aceasta este ceea ce este”. 
Platon a fost unul dintre primii esențialiști ce a postulat conceptul formelor ideale care reprezintă entitatea abstractă ale cărei obiecte individuale sunt simple reproduceri. Să luăm spre exemplu: forma ideală a cercului care este cercul perfect, ceva ce este imposibil de realizat din punct de vedere fizic. Cu toate acestea, este limpede că cercurile pe care le desenăm și le observăm au o idee în comun, și anume forma ideală. Platon sugeră că aceste idei sunt veșnice și mult superioare exprimării lor pe care o percepem în lumea materială prin compararea și raportarea acestora la forma ideală a fiecăreia. Formele lui Platon sunt privite ca fiind de o importanță decisivă în cazul dogmei esențialiste, din simplul fapt că ele reprezintă exemplul a ceea ce la obiecte este intrinsec și în afara contextului, și anume proprietățile abstracte care le fac să fie ceea ce sunt. (Pentru mai multe informații despre forme, citiți <i>Parabola peșterii</i> scrisă de Platon.) 
Karl Popper separă termenul ambiguu de realism în esențialism și realism . El folosește termenul esențialism ori de câte ori se referă la opusul nominalismului, iar realismul doar în opoziție cu idealismul . Însuși Popper fiind realist este opusul idealistului și este mai degrabă nominalist metodologic, spre deosebire de esențialist. Spre exemplu, afirmațiile de genul „cățelul este un câine tânăr” ar trebui citite de la dreapta la stânga, ca răspuns la întrebarea „Ce vom numi câine tânăr” și niciodată de la stânga la dreapta ca răspuns la întrebarea „Ce este cățelușul?” 

### Esențialismul metafizic
În sensul său cel mai larg, esențialismul reprezintă orice filozofie care recunoaște primatul esenței . Spre deosebire de existențialism, care prezintă „ființa” ca pe o realitate fundamentală, ontologia esențialistă trebuie abordată din perspectivă metafizică. Cunoașterea empirică se dezvoltă din experiența universului relațional ale cărui componente și atribute se definesc și se măsoară din punct de vedere al legilor întemeiate intelectual. Astfel, în cazul omului de știință, realitatea se explorează ca sistem evolutiv de entități diverse, a căror ordine este determinată de principiul cauzalității. 
Platon era de părere că universul este perfect, iar imperfecțiunile ce se observă provin din percepția limitată a omului asupra acestuia. La Platon, existau două realități: cea „esențială” sau ideală și cea „percepută”. Aristotel (384–322 î.Hr.) folosi termenul de esență pentru a desemna ceea ce au în comun lucrurile dintr-o categorie și fără de care nu pot aparține acesteia (de exemplu, raționalitatea reprezintă esența omului fără de care ființa nu poate fi om). În critica sa adresată filozofiei lui Aristotel, Bertrand Russell spunea că conceptul de esență inițiat de acesta transmitea în metafizică ceea ce era doar o comoditate verbală și confunda proprietățile limbajului cu cele ale lumii. De fapt, „esența” lucrului consta în proprietățile acelea definitorii fără de care nu i-am putea folosi denumirea.  Deși conceptului de esență „nu i s-a mai dat speranța de a fi dezlegat”, acesta începu să facă parte din fiecare filosofie până în perioada contemporană.  
Originar din Egipt, filosoful Plotinus (204-270 e.n.) a introdus idealismul în Imperiul Roman sub denumirea de neoplatonism, iar alături de acesta, conceptul că nu numai că toate existențele provin dintr-o „esență primară”, ci mintea joacă un rol activ în modelarea sau ordonarea obiectelor percepției, mai degrabă decât receptarea pasivă a datelor empirice. 
În ciuda bazei metafizice a termenului, academicienii și-au promovat justificările în domeniul științei, esteticii, euristicii, psihologiei și studiilor sociologice ce se bazează pe gen, din considerente esențialiste. Cea mai clară definiție posibilă a aceastei filosofii a fost dată de avocata Diana Fuss ce milita pentru drepturile gay-lor și ale lesbienelor și care a scris: „Esențialismul este cel mai frecvent înțeles ca o credință în esența reală, adevărată a lucrurilor, proprietățile invariabile și fixe care definesc„ ceea ce este ” a unei entități date. "  Esențialismul metafizic este diametral opus realismului existențial în faptul că existența finită este doar o aparență diferențiată, în timp ce „realitatea finală” se consideră a fi esență absolută. 

## Esențialismul și psihologia

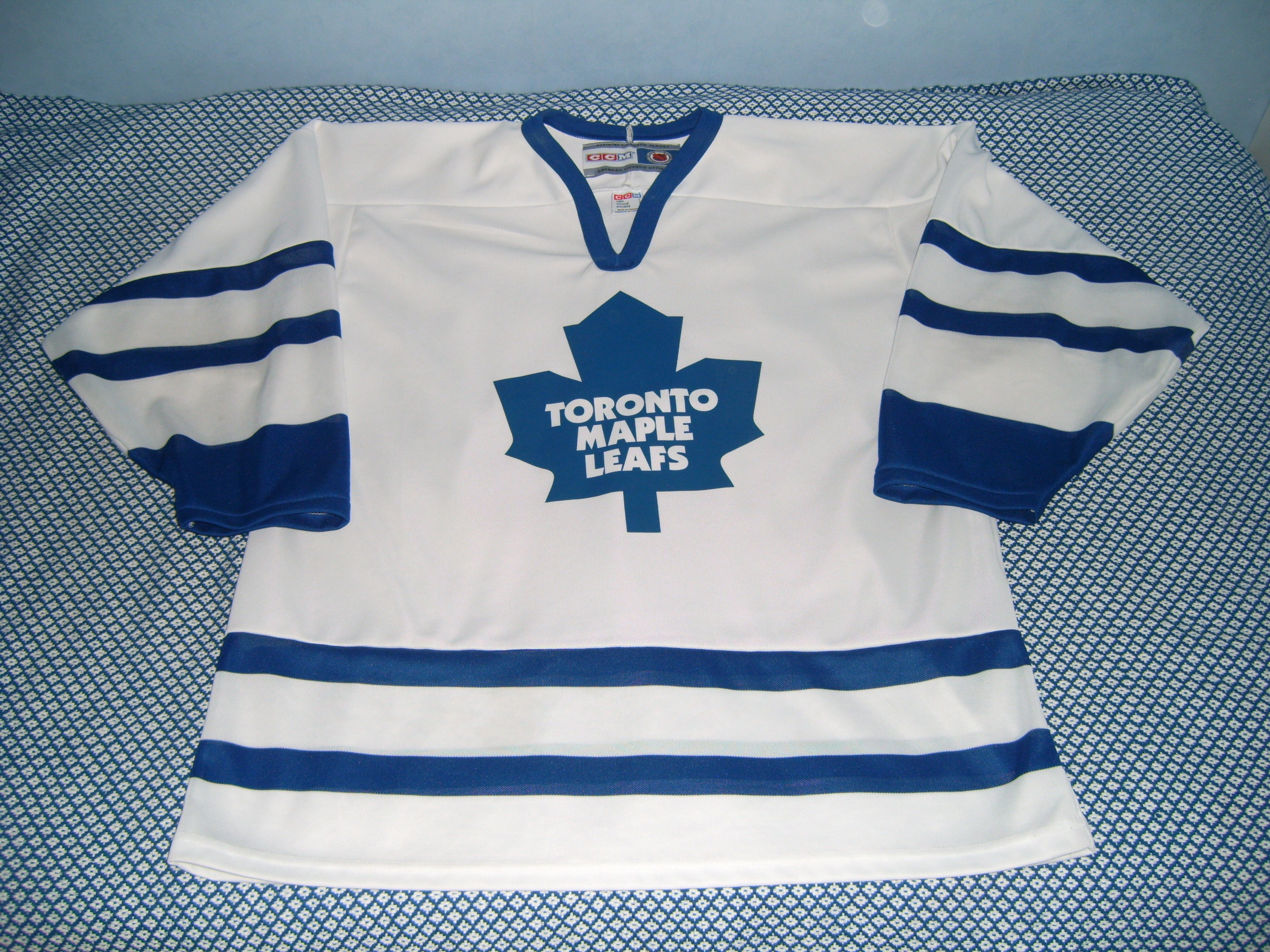
Paul Bloom încearcă să explice de ce oamenii vor plăti mai mult la o licitație pentru îmbrăcămintea celebrităților atunci când este nespălată. El crede că răspunsul la aceasta și la multe alte întrebări este acela că oamenii nu pot face nimic altceva decât să se gândească la obiecte ca și când ele conțin un fel de „esență” ce poate fi influențată.

Există o diferență între esențialismul metafizic (de deasupra) și cel psihologic, ultimul făcând referire nu la o afirmație reală despre lume, ci la una despre modul de reprezentare al entităților în cadrul cunoașterilor.  (Medin, 1989). O influență considerabilă în acest domeniu a avut-o Susan Gelman, care a evidențiat multe domenii în care copiii și adulții întemeiază clase de entități, în special biologice, în limbaj esențialist, altfel spus, ca și cum ar avea o esență de bază imuabilă care poate fi folosită pentru a anticipa asemănările neobservate dintre membrii clasei respective.   (Toosi & Ambady, 2011). Această relație cauzală este unidirecțională; caracteristică ce se poate observa la entitate nu definește esența de bază  (Dar-Nimrod & Heine, 2011). 

### Esențialismul și psihologia dezvoltării
Esențialismul a apărut ca concept important în domeniul psihologiei, în special în psihologia dezvoltării .   Statisticianul Gelman și economistul Kremer au studiat în 1991 măsura în care copiii cu vârste cuprinse între patru și șapte ani dau dovadă de esențialism. Aceștia puteau identifica cauza comportamentului obiectelor însuflețite și neînsuflețite. Copiii au înțeles că esențele de bază anticipau comportamente ce se puteau observa. Participanții ar putea descrie corect comportamentul obiectelor însuflețite ca fiind auto-perpetuante, iar cele neînsuflețite ca fiind rezultatul adultului care influențează acțiunile acestuia. Acesta este modul biologic de reprezentare a trăsăturilor esențiale ale cunoașterilor. Înțelegerea mecanismului cauzal care stă la baza comportamentului presupune gândire esențialistă  (Rangel și Keller, 2011). Copiii mai mici nu puteau identifica mecanismele cauzale ale comportamentului, în vreme ce copiii mai mari puteau. Acest lucru sugerează faptul că esențialismul își are rădăcinile în dezvoltarea cognitivă . Putem susține că modul în care copiii reprezintă entități se schimbă și variază de la a nu înțelege mecanismul cauzal al esenței de bază, până la a da dovadă de destulă înțelegere  (Demoulin, Leyens și Yzerbyt, 2006). 
Gândirea esențialistă se constituie din patru criterii. Primul este reprezentat de mecanismele cauzale individuale menționate anterior (del Rio & Strasser, 2011). Al doilea este potențialul înnăscut, mai exact presupunerea faptului că obiectul își va realiza ciclul predeterminat de dezvoltare  (Kanovsky, 2007). Potrivit acestui criteriu, esențele anticipează evoluția entităților ce va avea loc pe parcursul vieții acestora. Al treilea criteriu este imuabilitatea  (Holtz & Wagner, 2009). În ciuda modificării aspectului superficial al obiectului, acesta își păstrează esența. Modificările ce se pot observa la caracteristicile entității nu sunt suficient de importante pentru a-i modifica caracteristicile esențiale. Al patrulea este potențialul inductiv  (Birnbaum, Deeb, Segall, Ben-Aliyahu și Diesendruck, 2010). Acesta sugerează faptul că entitățile pot împărtăși caracteristici comune, însă diferă în esență. Oricât de mult s-ar asemăna două ființe, caracteristicile lor vor fi cel mult analoge și vor diferi, înainte de toate, în esențe. 
Esențialismului psihologic are numeroase implicații. S-a constatat faptul că persoanele prejudiciate își însușesc moduri de a gândi esențiale de excepție, ceea ce sugerează că esențialismul poate perpetua excluziunea în rândul grupurilor sociale  (Morton, Hornsey și Postmes, 2009). De exemplu, s-a stabilit o legătură între esențialismul naționalității și anti-imigrare  (Rad & Ginges, 2018). Rad & Ginges au arătat prin mai multe studii efectuate în India și în Statele Unite în 2018 că, din punct de vedere laic, naționalitatea unei persoane se consideră a se stabili la naștere, chiar dacă aceasta este adoptată și crescută de o familie de altă naționalitate din prima zi și nu i se spune niciodată despre originile sale. Acest lucru se poate datora extinderii excesive a modului de gândire esențial-biologic care provine din dezvoltarea cognitivă.  Paul Bloom de la Universitatea Yale a declarat că „una dintre cele mai interesante idei din domeniul științei cognitive este teoria conform căreia oamenii presupun în mod implicit că lucrurile, oamenii și evenimentele au esențe invizibile care le fac să fie ceea ce sunt. Psihologii experimentali au adus argumente ce vizează esențialismul ca bază a înțelegerii noastre a lumilor fizice și sociale, iar psihologii ce se preocupă cu dezvoltarea și interculturalitatea au venit cu propunerea că acesta este instinctiv și universal. Suntem esențialiști înnăscuți. "  Savanții sugerează faptul că decisivitatea gândirii esențialiste anticipează utilizarea stereotipurilor și poate fi vizată în cazul prevenirii stereotipurilor  (Bastian și Haslam, 2006). 

## Esențialismul și etica
Esențialiștii clasici susțin că unele lucruri sunt absolut greșite. De exemplu, crimele încalcă o lege morală universală, obiectivă și naturală, ce nu numai avantajoasă și întemeiată pe criterii sociale sau etice. 
Mulți esențialiști moderni susțin faptul că granițe morale de corect și greșit se întemeiază individual; cu alte cuvinte, ceea ce este corect sau greșit din punct de vedere etic sau greșite reprezintă acțiuni pe care individul le consideră benefice, respectiv dăunătoare. 

## Esențialismul și biologia
Una din posibilități este aceea că a existat o perspectivă esențialistă asupra biologiei, înainte ca evoluția să  se dezvolte la rangul de teorie științifică, ce susținea că toate speciile sunt neschimbătoare de-a lungul timpului. Istoricul Mary P. Winsor a susținut că biologii secolului al XIX-lea, precum Louis Agassiz credeau că elementele de clasificare, precum speciile și genul se stabilesc prin reflectarea asupra minții creatorului.  Unii adversari religioși ai evoluției își păstrează în continuare această perspectivă asupra biologiei. 
Lucrările realizate recent de către istoricii biologiei sistematice au pus, totuși, la îndoială acesastă concepție a gânditorilor predarwinieni. Winsor, Ron Amundson și Staffan Müller-Wille au susținut fiecare că, de fapt, suspecții obișnuiți (precum Linnaeus și Morfologii Ideali) erau foarte departe de a fi esențialiști și se pare că așa-numita „poveste sau mit al esențialismului” este în domeniul biologiei un rezultat al combaterii opiniilor exprimate de filosofii începând cu Aristotel și continuând cu John Stuart Mill și William Whewell în perioada ce urmă imediat pre-darwinianismului, folosindu-se de exemple biologice, cu utilizarea termenilor ca specii în biologie.   

## Esențialismul de gen
Esențialismul de gen reprezintă în teoria feministă și în studiile de gen, atribuirea unei esențe stabilite bărbaților și femeilor. Această idee, conform căreia bărbații și femeile diferă esențial, reprezintă în continuare un subiect controversat.   Se presupune că esența feminină este universală și se identifică, în general, prin acele caracteristici considerate ca fiind specific femeiești.  De obicei, aceste idei despre feminitate sunt prezentate din perspectivă biologică și vizează adesea caracteristicile psihologice, cum ar fi grija, empatia, sprijinul și lipsa competitivității etc. Teoreticiana feministă Elizabeth Grosz afirmă în cartea sa publicată în 1995 Spațiu, timp și perversiune: eseuri despre politica corporală că esențialismul „implică convingerea că toate femeile împărtășesc tot timpul trăsături caracteristice definite ca fiind esențial feminine. Acest lucru presupune o limită a variațiilor și posibilităților de schimbare; este imposibil ca subiectul să acționeze în manieră contrară esenței sale. Esența sa stă la baza tuturor variațiilor aparente ce le diferențiază pe femei între ele. Esențialismul se referă astfel la existența unor caracteristici stabilite, atribute date și funcții neistorice care limitează posibilitățile de schimbare și, astfel, de reorganizare socială. " 
Esențialismul de gen pătrunde în toate aspectele culturii populare, după cum ilustrează articolul Bărbații sunt de pe Marte, Femeile sunt de pe Venus, din prima ediție a celui mai bine vândut ziar New York Times, însă acest tip de esențialism este criticat, de regulă, în manualele introductive de studii feministe, cum ar fi Femeile: Imagini și realități . 
Începând cu anii 1980, unele scriitoare feministe au prezentat teorii esențialiste ce țin de gen și știință. Evelyn Fox Keller,  Sandra Harding,  și Nancy Tuana  susțineau faptul că întreprinderea științifică modernă este patriarhală în mod inerent și incompatibilă cu caracterul feminin. Alti cercetatori feministi, precum Ann Hibner Koblitz,  Lenore Blum,  Mary Gray,  Mary Beth Ruskai,  Pnina Abir-Am si Dorinda Outram  au criticat aceste teorii, deoarece ignorau caracterul divers al cercetărilor științifice și variația extraordinară a experiențelor femeilor din diferite culturi și perioade istorice. 

## Esențialismul și istoriografia
În cazul istoriei ca domeniu de studiu, esențialismul implică distingerea și enumerarea caracteristicilor culturale esențiale ale unui anumit popor sau culturi, în ideea că acestea pot fi astfel înțelese. Acest tip de esențialism duce uneori la pretenția la o identitate națională sau culturală lăudabilă sau, la opusul său, la condamnarea culturii ce se bazează pe  caracteristici esențiale presupuse. Herodot, spre exemplu, afirmă că cultura egipteană este feminizată în esență și are o „moliciune” care a făcut ca Egiptul să fie ușor de cucerit.  Măsura în care Herodot a fost esențialist reprezintă prilej de dezbateri; tot lui i se atribuie și faptul că nu a esențializat conceptul de identitate ateniană  sau diferențele dintre greci și persani care constituie tema operei sale Istorii. 
Esențialismul a reprezentat un concept operațional atât în perioada colonialismului, cât și în criticile adresate acestuia. 
Teoreticienii din perioada postcolonialistă, precum Edward Said, au insistat asupra faptului că esențialismul a fost „modul definitoriu” al istoriografiei și al etnografiei „occidentale” până în secolul al XIX-lea și chiar după aceea s-a manifestat, potrivit lui Touraj Atabaki, în istoriografia Orientului Mijlociu și a Asiei Centrale sub forma Eurocentrismului, a excesului de generalizare și a reducționismului. 
Majoritatea istoricilor resping esențialismul, deoarece „dezistoricizează procesul schimbărilor sociale și culturale” și tinde să perceapă societățile non-occidentale ca fiind neschimbătoare din punct de vedere istoric; fapt care în India a dus la înființarea școlii antiesențialiste (ba chiar anti-istoriografice) de studii subaltern . 